# Курт Бек
Курт Бек (на немски: Kurt Beck) е германски политик, един от лидерите на Германската социалдемократическа партия (ГСП). От 1994 г. е министър-председател на провинция Рейнланд-Пфалц.
От пролетта на 2006 г. Курт Бек наследява Герхард Шрьодер като председател на ГСП. Многобройните вътрешнопартийни проблеми и неуспехите на водената от него партия при изборите в няколко провинции водят до оттеглянето му от политиката на федерално ниво през есента на 2008 г. Следващият председател на ГСП е Франк-Валтер Щайнмайер.